# Parafia Podwyższenia Krzyża Świętego w Zielonej Górze
Parafia Podwyższenia Krzyża Świętego w Zielonej Górze – rzymskokatolicka parafia położona w dekanacie Zielona Góra – Podwyższenia Krzyża Świętego, diecezji zielonogórsko-gorzowskiej, metropolii szczecińsko-kamieńskiej w Polsce, erygowana 3 maja 1974 jako parafia pw. Narodzenia NMP. Na terenie parafii znajduje się XIV-wieczna kapliczka na Winnicy pw. Narodzenia NMP oraz Dom Pomocy Społecznej z kaplicą pw. św. Joanny Beretty Molli. Przy kościele parafialnym mieszkają i posługują zakonnice ze Zgromadzenia Sióstr Benedyktynek-Misjonarek.

## Historia
4 października 1970 biskup Wilhelm Pluta dekretem utworzył przy kapliczce Narodzenia NMP samodzielną filię parafii św. Jadwigi i mianował ks. Jerzego Nowaczyka wikariuszem-zarządcą, by organizował życie parafialne.  
3 maja 1974 władze pozwoliły erygować przy kapliczce parafię pw. Narodzenia Najświętszej Maryi Panny.  
25 grudnia 1987 biskup Józef Michalik zmienił tytuł parafii z Narodzenia NMP na Podwyższenia Krzyża Świętego.
14 września 1999 odbyła się uroczysta konsekracja kościoła, której dokonał biskup Adam Dyczkowski.  

## Zasięg parafii
- Aleja Juliusza Słowackiego,
- Aliny,
- Balladyny,
- Beniowskiego,
- Browarna,
- Chochlika,
- Stanisława Cynarskiego,
- Dantyszka,
- Derwida,
- Fantazego,
- Filona,
- Geodetów,
- Goplany,
- Grabca,
- Grunwaldzka,
- Gryfa,
- Grzegorza,
- Hawryłowicza,
- Horsztyńskiego,
- Generała Jakuba Jasińskiego,
- Mieczysława Karłowicza,
- Kirkora,
- Kordiana,
- Kożuchowska nry parzyste 2-42,
- Krzemieniecka,
- Laury,
- Lecha,
- Lechitów,
- Lilli Wenedy,
- Mazepy,
- Morelowa,
- Nowa,
- Tadeusza Olbrychta,
- Władysława Orkana,
- Partyzantów,
- Piwna,
- Pułkownika Witolda Pileckiego,
- Władysława Reymonta,
- Rzemieślnicza,
- Salomei,
- Skierki,
- Skrajna,
- Henryka Sienkiewicza,
- Leopolda Staffa,
- Andrzeja Struga,
- Stroma,
- Strzelecka,
- Juliana Tuwima,
- Wacława,
- Wąska,
- Wodna,
- Wrocławska numery nieparzyste od 17.

## Proboszczowie
- ks. prałat inż. Jerzy Nowaczyk (1970–2002)[2]
- ks. prałat mgr lic. Jan Pawlak (od 28 lipca 2002)